# Кров каменю
Кров каменю (яп. 石の血脈, кириліз.: Іши ноу Кецум'яку, дос. «Кров, прив'язана до каменю») — це фантастичний роман Рьо Хаммури. Роман отримав премію «Сейун» у 1972 році, та був першим великим твором, який популяризував Хаммуру у світі японської науково-фантастичної літератури. Фукушіма Масамі, головний редактор журналу SF, включив цей роман у 100 найкращих науково-фантастичних книг, коли він складав цей список у 1976 році.

## Загальний опис
Роман змінює міфологію вампірів та перевертнів, беручи за основу, що такі істоти насправді є переплутаними згадками про расу «таємничих учителів», які прагнуть безсмертя та існують з давніх часів. Ці «таємничі учителі» заражені вірусом, який передається через статеві стосунки та викликає у них вампірське жадання крові. Завершальна стадія захворювання приводить жертву у стан лялечки, проте жертва після кількох сторіч сну прокидається як новостворений безсмертний. Оповідь розповідає про багато драматичних інтриг серед сучасних багатих людей, які прагнуть здобути інфекцію та забезпечити захист для себе протягом довгого періоду у формі лялечки.